# Potoślin jaborandi
Potoślin jaborandi (Pilocarpus jaborandi Holmes) – gatunek drzew z rodziny rutowatych (Rutaceae). Pochodzi z tropikalnych lasów Brazylii.

## Zastosowanie
Liście potoślinu jaborandi są zbierane i suszone. W ich składzie znajduje się bowiem 0,2–1,0% alkaloidów, przy czym najważniejsza jest pilokarpina, która pobudza układ przywspółczulny, przede wszystkim zakończenia nerwów gruczołów zewnątrzwydzielniczych, np. ślinianek, łzowych czy potowych; silnie zwęża źrenicę ułatwiając odpływ płynu śródgałkowego oczu. Stosuje się ją przede wszystkim w okulistyce przy leczeniu jaskry, fitoterapii schorzeń oczu oraz w zatruciach atropiną.